# Большой Хинган
Большо́й Хинга́н (кит. трад. 大興安嶺, упр. 大兴安岭, пиньинь Dàxīng'ānlǐng, палл. Дасинъаньлин, монг. Их Хянган, маньчж. Amba Hinggan) — вулканический горный хребет на северо-востоке Китая (в автономном районе Внутренняя Монголия) и на востоке Монголии.
Относится к Герцинской складчатости. Имеет направление с юго-запада на северо-восток, длина хребта составляет примерно 1200 км, ширина — до 400 км. Разделяет равнину северо-восточного Китая к востоку от Монгольского плато. Преобладающая высота 800—1200 м, наивысшая точка — гора Хуанганшань (2034 м), по другим данным, наибольшие высоты — до 1949 м. Западный склон длинный и пологий, восточный — более крутой, сильно расчленён на отроги. Вершины плоские, преобладающие породы: гранит, липарит и андезит.
Хребет покрыт густыми лесами — северная светлохвойная тайга к югу постепенно переходит в хвойно-широколиственные леса.
Северная часть хребта Большой Хинган заболочена из-за многолетней мерзлоты. На западном склоне присутствуют пески, принесённые ветром из Центральной Азии. По хребту условно проводят границу между влажной Восточной и сухой Центральной Азией.
В ходе Советско-японской войны хребет стал местом наступления 6-й гвардейской танковой и 39-й армий РККА.